# Control Denied
Control Denied — музыкальная группа, созданная Чаком Шульдинером, лидером и основателем «Death». Группа играла музыку в стиле прогрессивного хеви-метала.

## История
Идея создания группы пришла Шульдинеру в 1996 году, когда он захотел написать материал в более мелодичном стиле, чем для своей метал-группы Death. Существование проекта прерывалось Чаком на выпуск альбома Death под названием The Sound of Perseverance в 1998 году. Позже, в 1999, группа смогла выпустить собственный полноформатный альбом The Fragile Art of Existence. Второй альбом, предварительно озаглавленный When Man and Machine Collide, был частично записан, но смерть Шульдинера в 2001 году прервала работу музыкантов над альбомом. Однако музыканты неоднократно выражали желание закончить запись и выпустить альбом
Выпуск альбома задержался в связи с возникшей тяжбой о правах на альбом между родственниками Чака (матерью Шульдинера Джейн и его сестрой Бет) и лейблом «Hammerheart Records», с которым музыкант незадолго до смерти подписал контракт. Оказалось, что мастер-плёнки When Machine And Man Collide достались матери и сестре, которые по какой-то причине прекратили контакты с музыкантами Control Denied и менеджерами лейбла. В ноябре 2003 года был опубликован пресс-релиз «Hammerheart Records»:
Мы готовим к выпуску диск Control Denied с незавершенными записями (рабочими демо-треками), предназначенными для нового альбома группы, который, к сожалению, так и не доделан. Мы обратились к семье Чака с просьбой предоставить мастер-тейпы, но родственники музыканта не желают общаться с нами и не собираются передавать материал, который давно должен быть в нашем распоряжении. Поэтому единственная причина, по которой «настоящий» альбом Control Denied до сих пор не издан, проста: законные наследники Чака отказываются предоставить материал для дальнейшей работы. И если они собираются утверждать обратное, то пускай! Мы ждем этого уже 18 месяцев. Мы считаем, пора прекратить обманывать лейбл и фэнов, пора поступить честно — сейчас или никогда!!! Мы не лжем, не жульничаем и не проявляем неуважения, ни в малейшей степени.
После чего в 2004 году лейбл выпустил бутлег на двух дисках, под названием Zero Tolerance, состоявший из неизданных ранее записей Чака, в том числе и четырёх треков из неоконченного альбома. В 2009 году адвокат Шульдинера Эрик Грейф уладил все разногласия по правам на музыкальное наследие Шульдинера, что дало надежду на завершение альбома в будущем. Впрочем, по состоянию на 2015 год альбом так и не вышел.
The Fragile Art of Existence был переиздан в октябре 2010 лейблом «Relapse Records» на двух дисках с часовым бонусным материалом, и в версии делюкс, на трёх дисках с двухчасовым бонусным материалом.

## Дискография
- «1996 демо» — 1996
- «1997 демо» — 1997
- «1999 демо» — 1999
- The Fragile Art of Existence — 1999
- Zero Tolerance — бутлег, треки 1-4, 2004
- The Fragile Art of Existence — переиздание, в двух форматах, 2010
- When Man and Machine Collide — не закончен, дата выхода неизвестна

## Состав

### Последний состав
- Чак Шульдинер — гитара (1996—2001), вокал (1996—1997), ум. 2001
- Стив ДиДжорджио — бас (1999—2001)
- Шэннон Хэмм — гитара (1996—2001)
- Тим Аймар — вокал (1997—2001), ум. 2023
- Ричард Кристи — ударные (1997—2001)

### Бывшие члены группы
- Крис Вильямс — ударные (1996—1997), ум. 2000
- Скотт Кленденин — бас (1996—1999), ум. 2015